# Patrick Melrose
Patrick Melrose é uma minissérie de drama de cinco episódios de 2018, estrelado por Benedict Cumberbatch como Patrick Melrose. A série é baseado em uma série de romances semi-autobiográficos de Edward St Aubyn.

## Premissa
Na década de 1980, o rico inglês Patrick Melrose tenta superar seus vícios e demônios enraizados em abuso por seu pai cruel e mãe negligente.

## Elenco
- Benedict Cumberbatch como Patrick Melrose
- Jennifer Jason Leigh como Eleanor Melrose
- Hugo Weaving como David Melrose
- Sebastian Maltz como Patrick Melrose (jovem)
- Jessica Raine como Julia
- Pip Torrens como Nicholas Pratt
- Prasanna Puwanarajah como Johnny Hall
- Holliday Grainger como Bridget Watson Scott
- Indira Varma como Anne Moore
- Anna Madeley como Mary Melrose
- Blythe Danner como Nancy
- Celia Imrie como Kettle
- Harriet Walter como Princesa Margaret
- Allison Williams como Marianne
- Morfydd Clark como Debbie Hickman

## Produção
Foi anunciado em fevereiro de 2017 que Benedict Cumberbatch estrelaria e produziria uma adaptação televisiva da série de livros Patrick Edward Melrose, de Edward St. Aubyn, que iria ao ar no Showtime nos Estados Unidos e na Sky Atlantic no Reino Unido. David Nicholls escreveu os cinco episódios da série, com Edward Berger dirigindo. Em julho, Jennifer Jason Leigh e Hugo Weaving se juntaram como mãe e pai de Patrick, e Anna Madeley foi escolhida como esposa de Patrick. Allison Williams e Blythe Danner se juntaram em agosto de 2017, com as filmagens iniciadas em outubro em Glasgow.

## Lançamento
O primeiro trailer estreou em abril de 2018 e a série estreou em 12 de maio no Showtime.  A série transmitiu consecutivamente novos episódios no CraveTV no Canadá. Foi exibido na Sky Atlantic no Reino Unido e a Sky Vision lidou com as vendas internacionais da série.

## Recepção

### Resposta crítica
A série foi elogiada pelo desempenho da Cumberbatch. Atualmente, tem uma classificação de 89% no Rotten Tomatoes e uma pontuação de 80/100 no Metacritic. Em 2019, a série foi classificada em 51º lugar na lista de 100 melhores programas de TV do século XXI do jornal The Guardian.